# Andreas Blomqvist
Andreas Blomqvist (født 5. maj 1992) er en svensk fodboldspiller, der spiller for IFK Norrköping.

## Karriere

### Mjällby AIF
Andreas Blomqvist gjorde den 30. juni 2012 sin debut i Allsvenskan for Mjällby AIF, da han kom ind i halvlegen i hjemmekampen mod IFK Norrköping.

### AaB
Han skiftede til AaB fra Mjällby AIF i januar 2015 på en kontrakt, der gælder til 30. juni 2019.
Han fik sin debut for AaB i Superligaen den 23. februar 2015, da han blev skiftet ind i det 86. minut i stedet for Jakob Blåbjerg i et 1-0-nederlag ude til Hobro IK. Det var samtidig Andreas Blomqvists eneste kamp for AaB.

### IFK Norrköping
Den 27. februar 2016 blev det offentliggjort, at han skiftede til IFK Norrköping på en treårig kontrakt efter længere tids rygter om et skifte væk fra AaB.